# 1765 en France
Chronologie de la France
- 1761
- 1762
- 1763
- 1764
- 1765
- 1766
- 1767
- 1768
- 1769

Cette page concerne l’année 1765 du calendrier grégorien.

## Événements

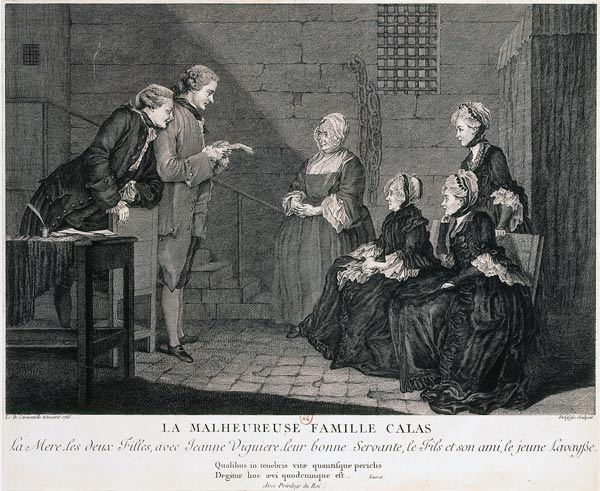
9 mars : le fils Calas lisant à sa famille l’acte de réhabilitation de son père. Gravure d’après Carmontelle (1765).

- 9 mars : réhabilitation officielle de la mémoire de Jean Calas, protestant accusé d’avoir assassiné son fils pour l’empêcher de se convertir au catholicisme, et exécuté à tort en 1762, grâce à une efficace campagne de Voltaire[1]. Cette affaire représente l’un des tout premiers engagements d’un « intellectuel » (même si le mot n’apparaîtra qu’avec l’affaire Dreyfus) dans la défense d’un innocent, et plus généralement dans le débat public. Bienveillance du roi envers la famille Calas qui reçoit une pension.
- 25 mars : ordonnance concernant la gestion de la marine royale[2].

- 26 avril : le Parlement de Bretagne rend un arrêt qui suspend la perception des deux sols pour livre sur le commerce. Le 3 mai, cet arrêt est cassé par le Conseil du roi. Début d’un conflit avec le duc d’Aiguillon[3].
- 29 avril : démission collective des magistrats du Grand Conseil, qui est refusée. En conflit avec les parlements depuis 1755, il s’efface de lui-même[4].

- 8 mai : Charles Alexandre de Calonne est nommé maître des requêtes[5].
- 22 mai : démission du Parlement de Bretagne. Le 28 mai, les magistrats démissionnaires sont consignés par lettres de cachet dans la capitale bretonne[3].
- 24 mai : augmentation du droit d’entrée sur les vins à Paris (lettres patentes enregistrées par la Cour des aides le 15 juillet)[6].
- 25 mai : ouverture de l’assemblée des évêques, présidée par Loménie de Brienne[7]. Elle met sur pied une réforme des ordres réguliers. Les biens des réguliers, exempt de tout contrôle épiscopal, sont transférés aux évêchés. Le roi voit d’un bon œil une réforme qui affermit le pouvoir d’un épiscopat qu’il désigne et contrôle.
- 27 mai : disgrâce de l’intendant de Pau d’Étigny, en conflit avec le parlement de Navarre (fin en octobre 1766)[8].

- 5 juillet : une ordonnance permet de convertir en une contribution pécuniaire le logement des officiers généraux et supérieurs[9].

- 13 août : ordonnance approuvant le système complet d'artillerie française proposé par Gribeauval, divisé en artillerie de campagne, de siège, de place et de côte. Des canons plus légers et plus uniformes sont produits sans sacrifier la portée[10]. L'ordonnance, exécutoire à partir du 15 octobre, n'est pas imprimée[11].

- Août : devant la multiplication des remontrances, le Conseil des Dépêches désigne une commission de conseillers d’État spécialement chargée d’examiner les affaires des parlements, composée des conseillers d’État Louis-Jean de Bertier de Sauvigny, Joly de Fleury, d’Aguesseau de Fresnes et Gilbert de Voisins[12].

- 19 septembre : l’Assemblée du clergé accorde un don gratuit ordinaire au roi de 12 millions de livres[7].

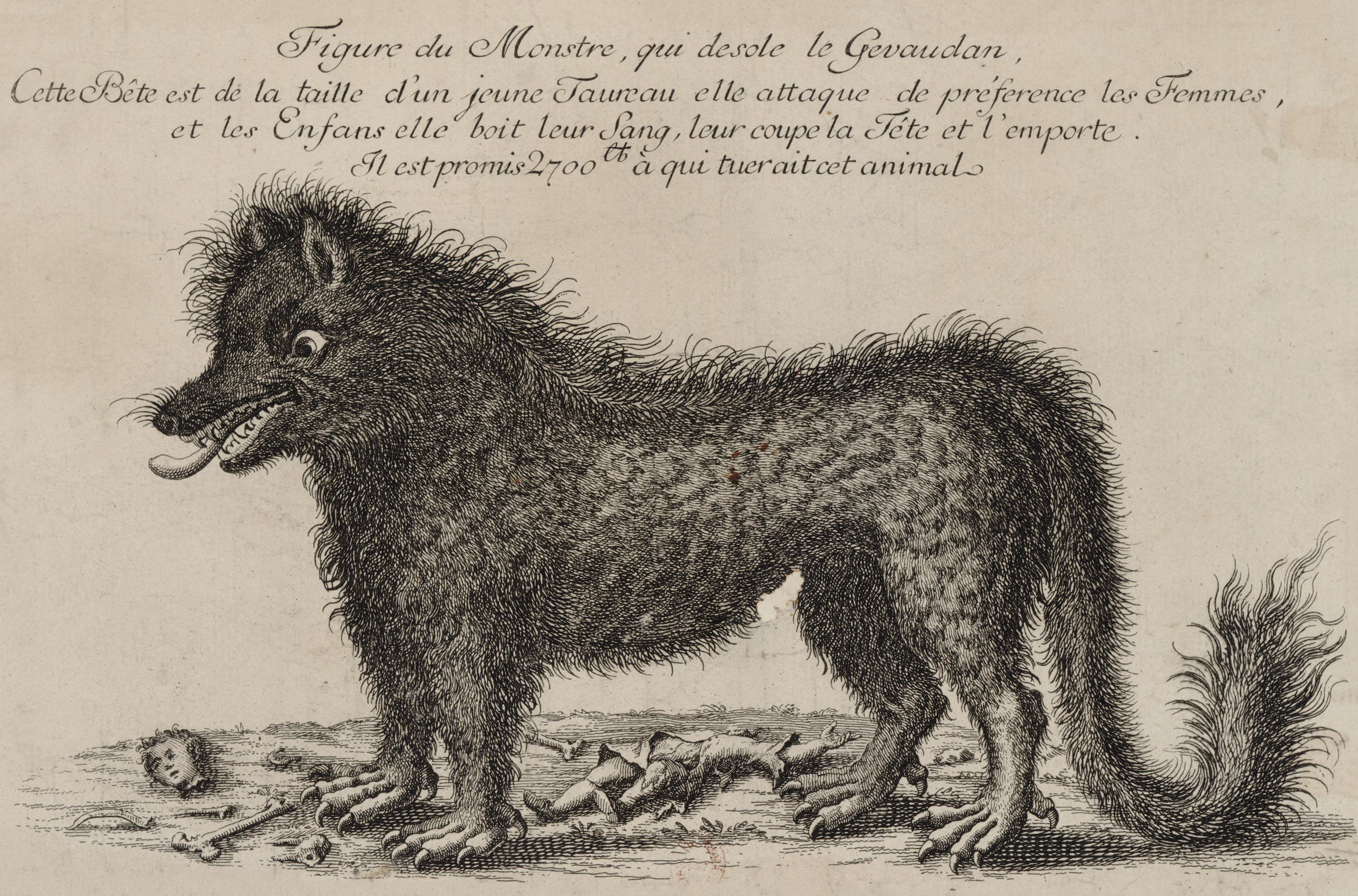
« Figure du Monstre, qui désole le Gévaudan »

- 20 septembre : François Antoine tue un grand loup qu’il déclare être la bête du Gévaudan. Il est naturalisé et envoyé à Versailles où il est présenté au roi le 1er octobre, mais en décembre, les agressions reprennent[13].

- 11 novembre : arrestation de Louis-René Caradeuc de La Chalotais, procureur général du Parlement de Bretagne, et des principaux meneurs de la fronde parlementaire[3].
- 12 novembre : les magistrats du parlement de Bretagne, démissionnaires ou non, convoqués à Rennes par ordre du roi, sont sommés par une nouvelle déclaration datée du 8 novembre d’accepter la levée des deux sols pour livre. 68 magistrats sur 86 refusent et sont éloignés de Rennes le 17 novembre[3].
- 16 novembre : des lettres patentes envoient à Rennes une commission extraordinaire composée de trois conseillers d'État et de douze maîtres des requêtes chargée d’instruire le procès de La Chalotais et de quatre autres magistrats en remplacement du Parlement[14].
- 17 novembre : formation d’un nouveau Parlement de Bretagne, dit « bailliage d’Aiguillon »[3].
- 5 décembre : arrêt de création de l’école vétérinaire d’Alfort dirigée par Claude Bourgelat. Elle ouvre vraisemblablement en octobre 1766[15].

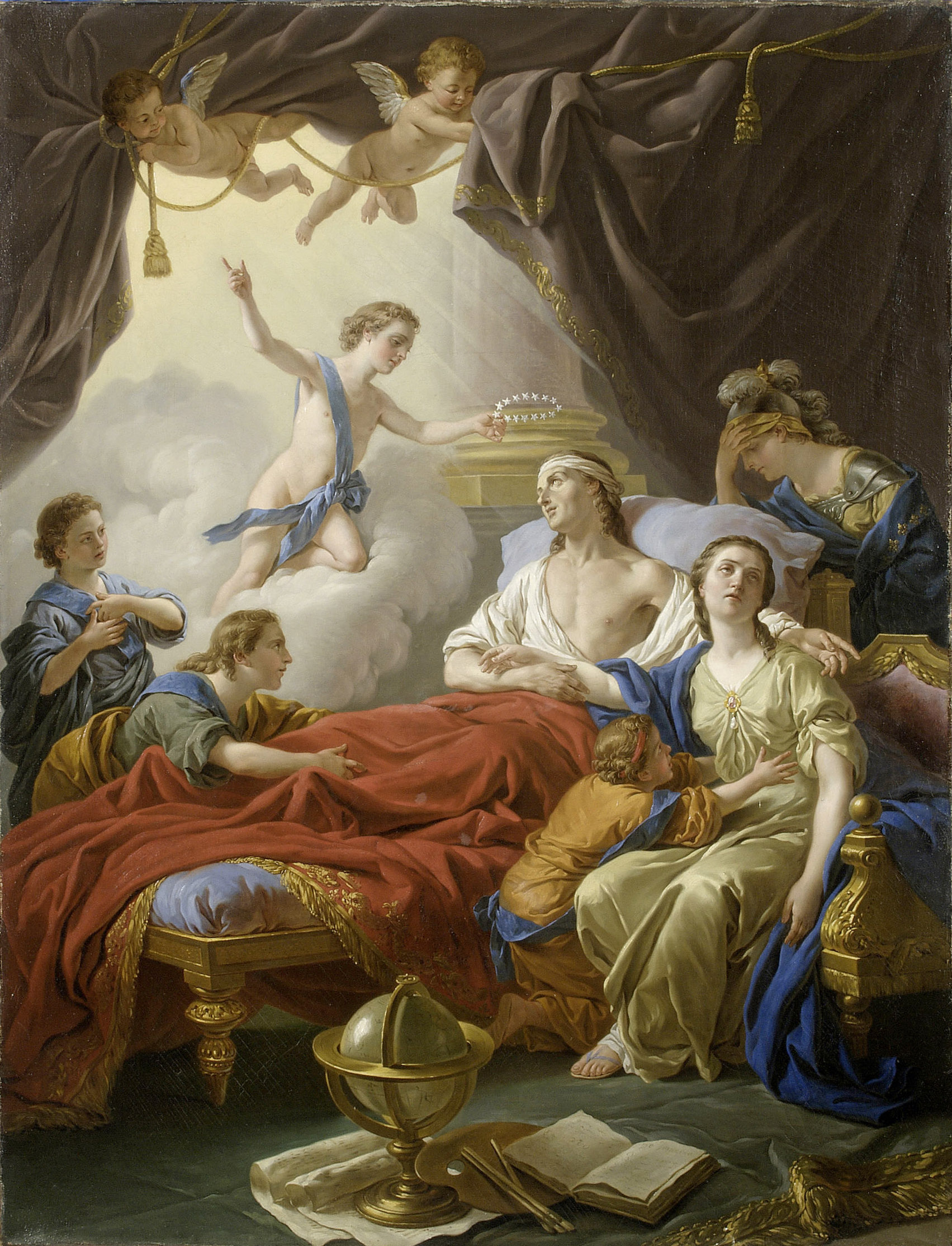
Allégorie à la mort du Dauphin, Louis Jean François Lagrenée

- 20 décembre : mort du Dauphin, fils de Louis XV[16].